# سورداش
سورداش هي مركز ناحية سورداش، التابعة لقضاء دوكان، السليمانية، تقع بالقرب من طريق سليمانية- دوكان، يمر بالقرب منها نهر تابين الذي يصب في الزاب الصغير، تبعد عن مركز المحافظة حوالي 40 كم. تحتوي المدينة على معالم سياحية من ابرزها كهف جاسنة.